# Stopnik (gmina Vransko)
Stopnik – wieś w Słowenii, w gminie Vransko. W 2018 roku liczyła 208 mieszkańców.